# ستاش
شركة ستاش المالية (بالإنجليزية: Stash Financial, Inc)‏ هي شركة تكنولوجيا مالية وخدمات مالية أمريكية مقرها في نيويورك. تقوم الشركة بتشغيل كل من منصة الويب وتطبيقات الأجهزة المحمولة، مما يسمح للمستخدمين باستثمار مبالغ صغيرة بشكل تدريجي. بحلول صيف عام 2017، كان لدى الشركة ما يقرب من مليون مستخدم. في يوليو 2020، زاد العدد إلى أكثر من 5 ملايين.